# Góra nad Notecią
Góra nad Notecią – wieś w Polsce położona w województwie wielkopolskim, w powiecie czarnkowsko-trzcianeckim, w gminie Czarnków.
1 stycznia 2017 część miejscowości została włączona do Czarnkowa.
W latach 1975–1998 miejscowość administracyjnie należała do województwa pilskiego.